# Rencontres de la Ligue des champions de la CAF 2018
Pour un article plus général, voir Ligue des champions de la CAF 2018.
Cet article présente les résultats détaillés des rencontres de la Ligue des champions de la CAF 2018.

## Équipes participantes
Légende des classements
- Qualifié pour les quarts de finale

Légende des résultats
- Victoire à domicile
- Match nul
- Victoire à l'extérieur

| Chapeau 1    | Chapeau 1 | Chapeau 2         | Chapeau 2 | Chapeau 3             | Chapeau 3 | Chapeau 4            | Chapeau 4 |
| ------------ | --------- | ----------------- | --------- | --------------------- | --------- | -------------------- | --------- |
| TP Mazembe C | 75 pts    | Mamelodi Sundowns | 39 pts    | MC Alger              | 10 pts    | Primeiro de Agosto C | 0 pts     |
| Al Ahly SC C | 58 pts    | ZESCO United FC C | 26 pts    | KCCA FC C             | 5 pts     | DH Jadida            | 0 pts     |
| ES Sahel     | 49 pts    | ES Tunis C        | 24 pts    | Horoya AC C           | 5 pts     | AS Togo-Port C       | 0 pts     |
| Wydad AC C T | 46 pts    | ES Sétif C        | 18 pts    | Mbabane Swallows FC C | 5 pts     | Township Rollers C   | 0 pts     |

Notes
T : Tenant du titre

C : Champion national

## Phase de groupes

### Format
Dans chaque groupe, les équipes jouent chacune entre elles à domicile et à l'extérieur suivant un format « toutes rondes ». Le premier ainsi que le deuxième du groupe sont qualifiés pour les Quarts de finale.

#### Critères de départage
Selon l'article 17 du règlement de la compétition, si deux équipes ou plus sont à égalité de points à l'issue des matchs de groupe, les critères suivants sont appliqués dans l'ordre pour départager:
1. plus grand nombre de points obtenus dans les matches du groupe disputés entre les équipes concernées;
2. meilleure différence de buts dans les matches du groupe disputés entre les équipes concernées;
3. plus grand nombre de buts marqués dans les matches du groupe disputés entre les équipes concernées;
4. plus grand nombre de buts marqués à l’extérieur dans les matches du groupe disputés entre les équipes concernées;
5. si, après l’application des critères 1 à 4, plusieurs équipes sont toujours à égalité, les critères 1 à 4 sont à nouveau appliqués exclusivement aux matches entre les équipes concernées afin de déterminer leur classement final. Si cette procédure ne donne pas de résultat, les critères 6 à 12 s’appliquent;
6. meilleure différence de buts dans tous les matches du groupe;
7. plus grand nombre de buts marqués dans tous les matches du groupe;
8. plus grand nombre de buts marqués à l’extérieur dans tous les matches du groupe;
9. plus grand nombre de victoires dans tous les matches du groupe;
10. plus grand nombre de victoires à l'extérieur dans tous les matches du groupe;
11. total le plus faible de points disciplinaires sur la base uniquement des cartons jaunes et des cartons rouges reçus durant tous les matches du groupe (carton rouge = 3 points, carton jaune = 1 point, expulsion pour deux cartons jaunes au cours d'un match = 3 points);

Légende des classements
- Qualifié pour les Quarts de finale

Légende des résultats
- Victoire à domicile
- Match nul
- Victoire à l'extérieur

### Groupe A
| Rang | Équipe           | Pts | J | G | N | P | Bp | Bc | Diff |  | Résultats (▼ dom., ► ext.) |     |     |     |     |
| ---- | ---------------- | --- | - | - | - | - | -- | -- | ---- |  | -------------------------- | --- | --- | --- | --- |
| 1    | ES Tunis         | 10  | 4 | 3 | 1 | 0 | 8  | 3  | +5   |  | ES Tunis                   |     | -   | 3-2 | 4-1 |
| 2    | Al Ahly SC       | 7   | 4 | 2 | 1 | 1 | 4  | 2  | +2   |  | Al Ahly SC                 | 0-0 |     | -   | 3-0 |
| 3    | KCCA FC          | 3   | 4 | 2 | 0 | 2 | 4  | 5  | -1   |  | KCCA FC                    | 0-1 | 2-0 |     | -   |
| 4    | Township Rollers | 3   | 4 | 1 | 0 | 3 | 2  | 8  | -6   |  | Township Rollers           | -   | 0-1 | 1-0 |     |

| 1re journée      | Al Ahly | 0-0   | Espérance de Tunis | Borg El Arab Stadium, Alexandrie |  |
| 4 mai 2018 21h00 |         | (0-0) |                    |                                  |  |

| 1re journée      | Township Rollers FC      | - | Kampala City Council Autority FC | National Stadium, Gaborone        |                                   |
| 4 mai 2018 21h00 | Lemponye Tshireletso 36e |   |                                  | Arbitrage : Ferdinand Udoh Aniete | Arbitrage : Ferdinand Udoh Aniete |

| 2e journée |  | - |  |  |  |
|            |  |   |  |  |  |

| 3e journée |  | - |  |  |  |
|            |  |   |  |  |  |

| 4e journée |  | - |  |  |  |
|            |  |   |  |  |  |

| 5e journée |  | - |  |  |  |
|            |  |   |  |  |  |

| 6e journée |  | - |  |  |  |
|            |  |   |  |  |  |

### Groupe B
| Rang | Équipe       | Pts | J | G | N | P | Bp | Bc | Diff |  | Résultats (▼ dom., ► ext.) |     |     |     |     |
| ---- | ------------ | --- | - | - | - | - | -- | -- | ---- |  | -------------------------- | --- | --- | --- | --- |
| 1    | TP Mazembe   | 10  | 4 | 3 | 1 | 0 | 8  | 2  | +6   |  | TP Mazembe                 |     | 1-0 | 4-1 | -   |
| 2    | MC Alger     | 5   | 4 | 1 | 2 | 1 | 3  | 3  | 0    |  | MC Alger                   | 1-1 |     | -   | 1-1 |
| 3    | ES Sétif     | 4   | 4 | 1 | 1 | 2 | 4  | 7  | -3   |  | ES Sétif                   | -   | 0-1 |     | 2-1 |
| 4    | DH El Jadida | 2   | 4 | 0 | 2 | 2 | 3  | 6  | -3   |  | DH El Jadida               | 0-2 | -   | 1-1 |     |

| 1re journée |  | - |  |  |  |
|             |  |   |  |  |  |

| 2e journée |  | - |  |  |  |
|            |  |   |  |  |  |

| 3e journée |  | - |  |  |  |
|            |  |   |  |  |  |

| 4e journée |  | - |  |  |  |
|            |  |   |  |  |  |

| 5e journée |  | - |  |  |  |
|            |  |   |  |  |  |

| 6e journée |  | - |  |  |  |
|            |  |   |  |  |  |

### Groupe C
| Rang | Équipe            | Pts | J | G | N | P | Bp | Bc | Diff |  | Résultats (▼ dom., ► ext.) |     |     |     |     |
| ---- | ----------------- | --- | - | - | - | - | -- | -- | ---- |  | -------------------------- | --- | --- | --- | --- |
| 1    | Wydad AC          | 8   | 4 | 2 | 2 | 0 | 7  | 2  | +5   |  | Wydad AC                   |     | 2-0 | -   | 3-0 |
| 2    | Horoya AC         | 5   | 4 | 1 | 2 | 1 | 5  | 6  | -1   |  | Horoya AC                  | 1-1 |     | 2-2 | -   |
| 3    | Mamelodi Sundowns | 5   | 4 | 1 | 2 | 1 | 5  | 5  | 0    |  | Mamelodi Sundowns          | 1-1 | -   |     | 2-1 |
| 4    | AS Togo-Port      | 3   | 4 | 1 | 0 | 3 | 3  | 7  | -4   |  | AS Togo-Port               | -   | 1-2 | 1-0 |     |

| 1re journée |  | - |  |  |  |
|             |  |   |  |  |  |

| 2e journée |  | - |  |  |  |
|            |  |   |  |  |  |

| 3e journée |  | - |  |  |  |
|            |  |   |  |  |  |

| 4e journée |  | - |  |  |  |
|            |  |   |  |  |  |

| 5e journée |  | - |  |  |  |
|            |  |   |  |  |  |

| 6e journée |  | - |  |  |  |
|            |  |   |  |  |  |

### Groupe D
| Rang | Équipe             | Pts | J | G | N | P | Bp | Bc | Diff |  | Résultats (▼ dom., ► ext.) |     |     |     |     |
| ---- | ------------------ | --- | - | - | - | - | -- | -- | ---- |  | -------------------------- | --- | --- | --- | --- |
| 1    | ES Sahel           | 10  | 4 | 3 | 1 | 0 | 8  | 2  | +6   |  | ES Sahel                   |     | -   | 2-0 | 2-1 |
| 2    | Primeiro de Agosto | 5   | 4 | 1 | 2 | 1 | 3  | 3  | 0    |  | Primeiro de Agosto         | 1-1 |     | -   | 2-1 |
| 3    | Mbabane Swallows   | 4   | 4 | 1 | 1 | 2 | 2  | 6  | -4   |  | Mbabane Swallows           | 0-3 | 1-0 |     | -   |
| 4    | ZESCO United FC    | 2   | 4 | 0 | 2 | 2 | 3  | 5  | -2   |  | ZESCO United FC            | -   | 0-0 | 1-1 |     |

| 1re journée |  | - |  |  |  |
|             |  |   |  |  |  |

| 2e journée |  | - |  |  |  |
|            |  |   |  |  |  |

| 3e journée |  | - |  |  |  |
|            |  |   |  |  |  |

| 4e journée |  | - |  |  |  |
|            |  |   |  |  |  |

| 5e journée |  | - |  |  |  |
|            |  |   |  |  |  |

| 6e journée |  | - |  |  |  |
|            |  |   |  |  |  |